# Damigny
Damigny település Franciaországban, Orne megyében. Lakosainak száma 2425 fő (2022. január 1.). Damigny Alençon, Colombiers, Condé-sur-Sarthe, Lonrai és Valframbert községekkel határos.

## Népesség
A település népességének változása:
| Lakosok száma | 2748 | 2747 | 2726 | 2568 | 2479 | 2464 | 2436 | 2406 | 2425 |
|               | 2013 | 2015 | 2016 | 2017 | 2018 | 2019 | 2020 | 2021 | 2022 |